# Yacine Bammou
Yacine Bammou (Parigi, 11 settembre 1991) è un calciatore francese naturalizzato marocchino, attaccante del Dunkerque.

## Carriera
Nel corso della sua carriera ha giocato principalmente nel campionato francese, legando il suo nome particolarmente a quello del Nantes.
Il 5 luglio 2023, dopo delle esperienze all'estero, torna in Francia all'Ajaccio, della quale diventa il nuovo numero 10.